# Битва при Ройвале
Битва при Ройвале (англ. Battle of Rooiwal) — последнее крупное сражение во время Второй англо-бурской войны. Произошло 11 апреля 1902 года в Западном Трансваале недалеко от Клерксдорпа у Ройвала и привело к победе британских войск под командованием полковника Роберта Кекевича над бурскими коммандо Потгитера и Кемпа.

## Перед сражением
К 1902 году в Западном Трансваале под общим командованием Де ла Рея действовало около 3000 бурских партизан, организованных в три отдельных коммандо. Их положение было очень тяжелым, поскольку британцы систематически сжигали бурские фермы и дома, стремясь лишить партизан убежища и провианта. Тем не менее коммандос Де ла Рея обеспечивали себя оружием, едой и одеждой, захваченными у англичан, и оставались опасным врагом, в ряде случаев одерживавшим победы над британскими войсками.
Стратегия главнокомандующего британскими силами в Южной Африке генерала Китченера по прекращению войны заключалась в строительстве укрепленных блокпостов в вельде и проведении мобильными колоннами "зачистки" сельской местности от коммандос. 6 апреля Китченер поручил полковнику Яну Гамильтону, командовавшему действиями англичан в западном Трансваале, провести еще одну "зачистку", чтобы попытаться заманить в ловушку коммандос Де ла Рея. План состоял в том, чтобы "прижать" буров мобильными колоннами к линии блокпостов и траншей у Клерксдорпа. Гамильтон приказал полковнику Роберту Кекевичу, командовавшему одной из колонн, отправиться в Ройвал, чтобы укрепить западный фланг, куда тот прибыл вечером 10 апреля и занял склон холма. В отряде Кекевича было около 3000 конных пехотинцев, 6 полевых орудий и 2 пом-пома. Второй колонне, Роулинсона, двигавшейся за Кекевичем, было приказано поддержать последнего.
Буры не знали о деталях британского развертывания и, ранее разведавшие территорию Ройвала, думали, что она слабо защищена. Поэтому коммандо под командованием Потгитера и Кемпа (около 1700 человек, все конные стрелки), пытаясь избежать ловушки Гамильтона, утром 11 апреля попыталось захватить британскую позицию.

## Сражение
11 апреля, около 7:15, они с юга атаковали британские позиции верхом, ведя огонь с седла. Британский пикет из 40 конных пехотинцев был захвачен, 20 человек ранено. Хотя позиция Кекевича была сильной, но вид атакующих буров вызвал панику у некоторых неопытных британских солдат, а несколько подразделений йоменри бежали с поля боя. Огонь буров унес жизни около 50 британцев.
Однако, несмотря на это, бурская атака была остановлена артиллерийским и ружейным огнем примерно в 30 метрах от британской позиции. Пятьдесят буров были убиты, и еще больше было ранено. Среди погибших был Потгитер. Уцелевшие буры отступили.
Гамильтон с колонной Роулинсона прибыл на место как раз в тот момент, когда бой подходил к концу. Однако Гамильтон не стал преследовать убегающих буров, опасаясь уловки, призванной заманить их в засаду. Примерно в 9:45, или через 90 минут после того, как атака буров была отбита, он отправил своих всадников в погоню за противником. Они пленили еще 50 буров и отбили британские пушки, ранее захваченные бурами у Твибоша.

## Результаты
Битва стала неудачей для буров, но их потери были относительно небольшими. Вскоре после этого 19 мая в Претории начались переговоры о прекращении войны. Де ла Рей, командующий бурскими коммандо в Западном Трансваале, был одним из переговорщиков.